# Al-Hākim I.
Abū l-ʿAbbās Ahmad al-Hākim bi-amr Allāh (arabisch أبو العباس أحمد الحاكم بأمر الله, DMG Abū l-ʿAbbās Aḥmad al-Ḥākim bi-amr Allāh; † 19. Januar 1302), kurz auch al-Hākim I., war der erste Abbasiden-Kalif, der nach dem Sturz seiner Dynastie durch die Mongolen amtierte. Er residierte zunächst in Aleppo und später als Schattenkalif der Mamluken in Kairo. 

## Leben
In welchem genauen familiären Verhältnis er zu seinen in Bagdad residierenden Verwandten stand ist unklar, anscheinend war er ein Nachkomme al-Mustarschids.
Al-Hakim überlebte 1258 das Massaker an den Abbasiden, das der Mongolenherrscher Hülegü nach der Eroberung von Bagdad angeordnet hatte. In Syrien schloss er sich dem Gefolge des Mamluken-Offiziers Aqqusch al-Burli an, der sich im Sommer 1261 der Stadt Aleppo bemächtigt hatte und von dort aus gegen Sultan Baibars I. opponierte. Im Juni 1261 wurde al-Hakim von Aqqusch zum Kalifen proklamiert, in Nachfolge des 1258 untergegangenen Kalifats von Bagdad. Von Baibars wurde dies folglich nicht anerkannt, weshalb dieser in Kairo einen anderen Abbasiden als al-Mustansir II. zum Kalifen proklamieren ließ.
Mit der militärischen Unterstützung Aqquschs konnte sich al-Hakim aber zunächst in Nordsyrien halten. Mit einem Heer konnte er bis auf 20 km vor Bagdad ziehen, musste aber auf eine Eroberung der Stadt verzichten. Auf seinem Rückzug nach Aleppo ging seine Beduinenreiterei in das Heer seines Konkurrenten al-Mustansir über, der um die gleiche Zeit am Euphrat operierte. Al-Mustansir wurde allerdings am 27. November 1261 in der Schlacht von al-Anbar von den Mongolen getötet, womit al-Hakim als einziger Prätendent zurückblieb. Aleppo wurde unterdessen von Sultan Baibars erobert und al-Hakim verlor seinen Beschützer, Aqqusch al-Burli, der wieder beim Sultan in Ehren aufgenommen wurde.
Im Januar 1262 reiste al-Hakim nach Kairo an den Hof des Sultans Baibars, von dem er sich die Anerkennung als Kalif erhoffte, zunächst aber von ihm in einen Kerker der Zitadelle von Kairo gesperrt wurde. Am 17. November 1262 aber wurde er aus seinem Kerker geholt und feierlich von Baibars zum einzig rechtmäßigen Kalifen proklamiert. Diesem Akt lagen einzig propagandistische Ziele des Sultans zugrunde, der damit sein Bündnis mit der Goldenen Horde festigen wollte, deren Khan bereit war, jeden von ihm eingesetzten Kalifen anzuerkennen. Außerdem sollte er der Herrschaft des ehemaligen Sklaven Baibars legitimierende Würden verleihen. Tatsächliche Macht wurde al-Hakim allerdings verwehrt; Baibars war nicht bereit, irgendeinen anderen potentiellen Machtfaktor in Ägypten neben sich zu dulden. Folglich wurde al-Hakim vom Sultan weiter wie ein Gefangener in einem Turm der Zitadelle eingesperrt, in dem ihm lediglich ein Familienleben gestattet wurde. Seine Frau war eine Tochter des Emirs an-Nasir Dawud von Karak aus der Dynastie der Ayyubiden. Am 11. Juli 1263 wurde al-Hakim von Baibars in die futuwwa eingeweiht, womit der Sultan seinen Vorrang gegenüber dem Kalifen weiter untermauerte.
Als 40 Jahre lang amtierender Kalif führte al-Hakim eine regelrechte Schattenexistenz – ein Zustand, der für das Kalifat von Kairo charakteristisch sein sollte. Erst von Sultan Chalil (1290–1293) wurde er 1291 aus seiner Haft entlassen, anlässlich der Vorbereitungen zu einem Feldzug gegen die Armenier. Am 21. September 1292 wurde er offiziell in den Hofstaat des Sultans aufgenommen. Auch wurde ihm ein vergleichsweise bescheidenes Anwesen in Kairo als Wohnort zugewiesen. 1296 wurde ihm und seiner Familie von Sultan Ladschin (1296–1299) die Durchführung der traditionellen Pilgerfahrt nach Mekka (Haddsch) gestattet. Dieser Sultan nahm auch wieder die formelle Zustimmung des Kalifen zur Einsetzung nachfolgender Sultane in das Protokoll auf, womit dem Kalifen-Amt ein Mindestmaß an zeremonieller Würde zurückgegeben wurde. Zeitgenössische Berichte charakterisierten die Kalifenfamilie als ordinär und verroht, eine Folge mangelnden Zugangs zu Bildung und Erziehung, der ihnen von Seiten der Sultane stets vorenthalten wurde.
Kalif al-Hakim I. starb am 19. Januar 1302 im Alter zwischen 70 und 80 Jahren. Er wurde in Kairo im Mausoleum der Sayyida Nafisa, einer Tochter des schiitischen Imams Husain, bestattet (Südliche Totenstadt). Das Grab ist nicht mehr erhalten. Sein Sohn al-Mustakfi I. folgte ihm nach; ab 1341 amtierte sein Enkel als al-Hakim II.